# Graissac
Graissac (en occità Graissac) és un municipi francès situat al departament de l'Avairon i a la regió d'Occitània. S'hi parla la varietat roergat de la varietat llenguadociana de l'occità.

## Demografia
| 1962                                       | 1968 | 1975 | 1982 | 1990 | 1999 |
| ------------------------------------------ | ---- | ---- | ---- | ---- | ---- |
| 411                                        | 334  | 305  | 291  | 206  | 236  |
| Des de 1962: població sense dobles comptes |      |      |      |      |      |

## Administració
| Període | Identitat  | Partit |
| ------- | ---------- | ------ |
| 2001-   | Jean Menel |        |